# Kultura średniowiecznej Europy
Kultura średniowiecznej Europy (La Civilisation de l’Occident médiéval) – historyczne dzieło autorstwa Jacques’a Le Goffa wydane w 1964 we Francji. Publikacja uchodzi za jedno z największych dzieł francuskiej szkoły historycznej i bywa określana mianem „pomnika historiografii mediewistycznej”. Publikacja miała liczne reedycje we Francji i została przetłumaczona na wiele języków. 
Według samego autora, Kultura średniowiecznej Europy nie jest podręcznikiem, lecz niewielką encyklopedią kultury zachodniej średniowiecza. Cztery pierwsze rozdziały poświęcone są ewolucji historycznej od V do XV wieku, a pozostała część pracy przedstawia „strukturalny obraz kultury średniowiecza”, ze szczególnym uwzględnieniem okresu od X do XIII wieku. Uzupełnieniem pracy są liczne tablice chronologiczne, ilustracje, wykazy bibliografii, mapy, a także słownik pojęć, osób, instytucji i dzieł sztuki wymienionych w tekście.